# Kara (Togo)
Kara – miasto w Togo. Jest ośrodkiem administracyjnym regionu Kara. Położone jest nad rzeką Kara, około 340 km na północ od stolicy kraju, Lomé. W spisie ludności z 6 listopada 2010 roku liczyło 94 878 mieszkańców. 

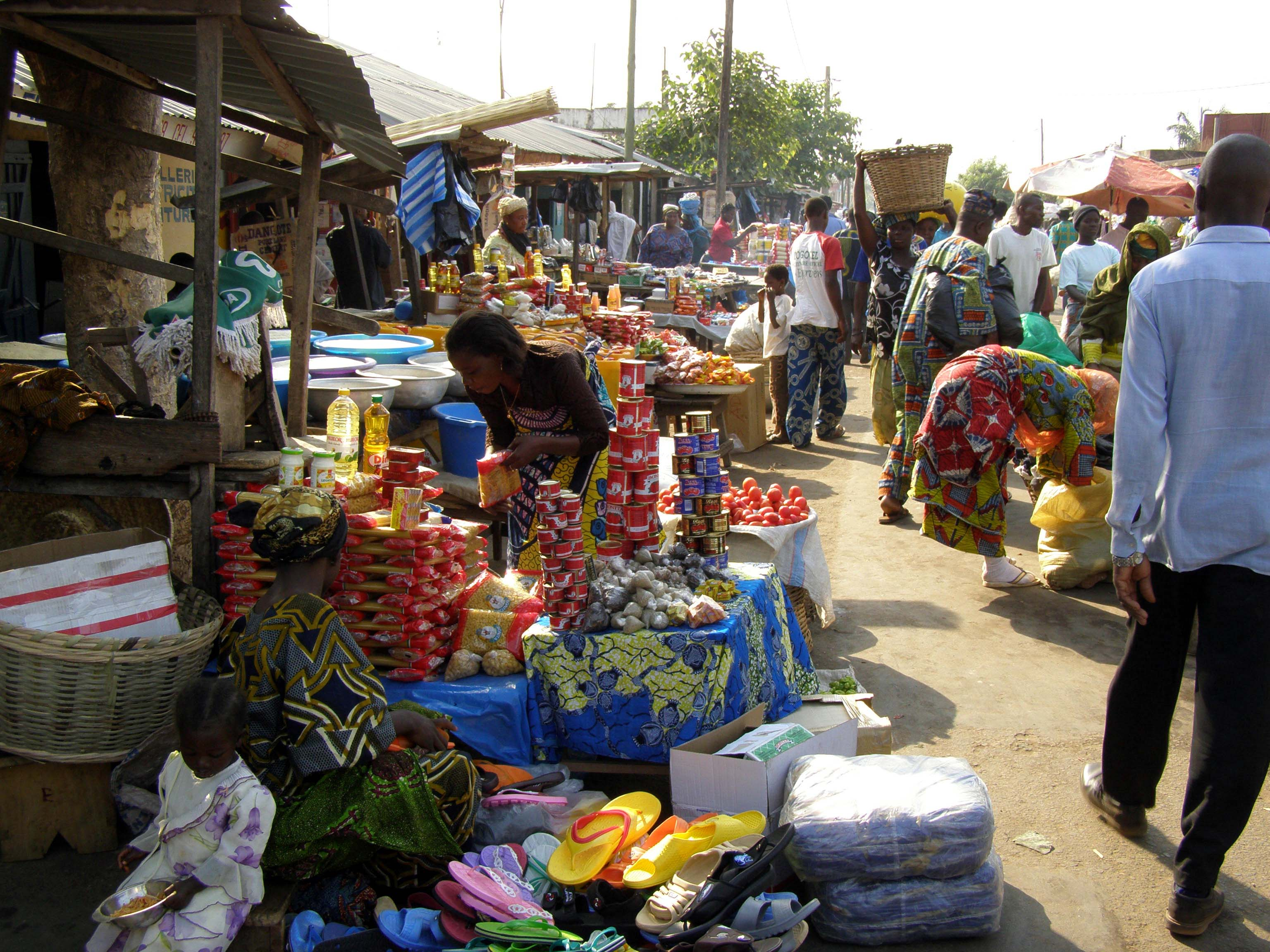
Targ w Kara

Jest ośrodkiem handlowym regionu uprawy orzeszków ziemnych, bawełny, prosa i sorga. W mieście znajduje się węzeł drogowy oraz lotnisko.